# Saeid Molaei
Saeid Molaei –en persa, سعید ملایی– (Teherán, 5 de enero de 1992) es un deportista iraní, nacionalizado mongol, que compite en judo.
Participó en dos Juegos Olímpicos de Verano en los años 2016 y 2020, obteniendo una medalla de plata en Tokio 2020 en la categoría de –81 kg. En los Juegos Asiáticos de 2018 consiguió una medalla de plata.
Ganó dos medallas en el Campeonato Mundial de Judo en los años 2017 y 2018, y cuatro medallas en el Campeonato Asiático de Judo entre los años 2015 y 2021.

## Palmarés internacional
| Representando a Irán     |                      |                   |           |
| Campeonato Mundial       |                      |                   |           |
| Año                      | Lugar                | Medalla           | Categoría |
| 2017                     | Budapest (Hungría)   | Medalla de bronce | –81 kg    |
| 2018                     | Bakú (Azerbaiyán)    | Medalla de oro    | –81 kg    |
| Juegos Asiáticos         |                      |                   |           |
| Año                      | Lugar                | Medalla           | Categoría |
| 2018                     | Yakarta (Indonesia)  | Medalla de plata  | –81 kg    |
| Campeonato Asiático      |                      |                   |           |
| Año                      | Lugar                | Medalla           | Categoría |
| 2015                     | Kuwait (Kuwait)      | Medalla de bronce | –81 kg    |
| 2016                     | Taskent (Uzbekistán) | Medalla de bronce | –81 kg    |
| 2017                     | Hong Kong (China)    | Medalla de plata  | –81 kg    |
| Representando a Mongolia |                      |                   |           |
| Juegos Olímpicos         |                      |                   |           |
| Año                      | Lugar                | Medalla           | Categoría |
| 2020                     | Tokio (Japón)        | Medalla de plata  | –81 kg    |
| Campeonato Asiático      |                      |                   |           |
| Año                      | Lugar                | Medalla           | Categoría |
| 2021                     | Biskek (Kirguistán)  | Medalla de bronce | –81 kg    |